# Odontopera lentiginosaria
Odontopera lentiginosaria är en fjärilsart som beskrevs av Moore 1867. Odontopera lentiginosaria ingår i släktet Odontopera och familjen mätare. Inga underarter finns listade i Catalogue of Life.